# Meyrueis
Meyrueis è un comune francese di 778 abitanti situato nel dipartimento della Lozère nella regione dell'Occitania.

## Storia

### Simboli
Lo stemma risale al 1402 ed è riprodotto nell'Armorial Général de France edito nel 1696.

## Società

### Evoluzione demografica
Abitanti censiti